# Lindenthal (Colônia (Alemanha))
Lindenthal (em alemão:  Köln-Lindenthal [ˈkʰœln ˈlɪndɘnˌtʰaːl]) é uma cidade-distrito da cidade de Colónia, na Alemanha. É composta pelos bairros de Braunsfeld, Junkersdorf, Klettenberg, Lindenthal, Lövenich, Müngersdorf, Sülz, Weiden e Widdersdorf.
Muitas partes de Lindenthal são dominadas por edifícios e complexos de estudo e pesquisa, ligados à Universidade de Colónia e à Universidade de Desporto da Alemanha.
O Hospital Universitário de Colónia também se situa aqui. Outras instituições incluem o Instituto Max Planck da Biologia de Envelhecimento e de Pesquisa de Plantação.